# Râul Ganoș
Râul Ganoș este un curs de apă, afluent al râului Rât